# Metrika FLRW
Métrika FLRW (Fridman-Lemaître-Robertson-Walkerjeva metrika) je eksaktna rešitev Einsteinovih relativističnih enačb polja v splošni teoriji relativnosti. Opisuje enostavno povezano, homogeno, izotropno širjajoče ali krčajoče se Vesolje, povezano po poti, ne pa nujno enostavno povezano. Sama splošna oblika metrike sledi iz geometričnih značilnosti homogenosti in izotropnosti, Einsteinove enačbe polja so potrebne le za izpeljavo skalirnega faktorja velikosti Vesolja kot funkcije časa. Metriko v različnih virih različno poimenujejo. Na primer: Fridman-Robertson-Walker (FRW), Robertson-Walker (RW), Fridman-Lemaître (FL) ali Fridman (F). Ta model se včasih imenuje standardni model sodobne fizikalne kozmologije, čeprav je ta opis povezan tudi s kasnejšim razvojem modela ΛCDM.
Metriko so neodvisno razvili Aleksander Aleksandrovič Fridman, Georges Lemaître, ter Howard Percy Robertson in Arthur Geoffrey Walker v 1920-ih in 1930-ih. Večina sodobne fizikalne kozmologije temelji na metriki FLRW, vsaj v prvem približku.

## Poimenovanje in zgodovina odkritja
Glavne rezultate je prvi izpeljal Aleksander Aleksandrovič Fridman leta 1922 in 1924. Svoje rezultate je objavil v tedanji prestižni fizikalni reviji Zeitschrift für Physik, vendar so ostali večinoma nezapaženi. Fridman je bil v stiku z Einteinom, ki je v imenu revije deloval kot znanstveni razsodnik Fridmanovega dela. Sčasoma je Einstein priznal pravilnost Fridmanovih izračunov, ni pa cenil fizikalnega pomena Fridmanovih napovedi. Ker je Einstein v svojih enačbah polja prek Λ-člena zaradi nestabilnosti osnovnih rešitev gradil na stacionarnem modelu Vesolja, so bili Fridmanovi rezultati zanj najprej celo oporečni. Verjetno prvega Fridmanovega članka niti ni prebral. Reviji je tudi poslal pritožbo, da so »rezultati v zvezi z nestacionarnim svetom sumljivi.« V resnici so bili pravilni in modeli so bili matematično veljavni. Po Einsteinovem strinjanju, da so Fridmanove dinamične rešitve sicer pravilne, je še naprej vztrajal pri tem, da so znanstveno nepomembne. Fridman je leta 1925 po hudi bolezni, verjetno tifusu, umrl v deliriju in ni mogel več resneje izpodbijati ukoreninjeno prepričanje o nespremenljivem Vesolju.:140
Fridmanovo delo o splošni teoriji relativnosti se na prvi pogled zdi mogoče prehitro. Pred tem je večinoma raziskoval na področju teoretične hidromehanike in dinamične meteorologije. Njegova prisvojitev splošne teorije relativnosti je bila zelo intenzivna in nadvse plodna. Skupaj s fizikom in geofizikom Frederiksom (1885–1944) si je zadal osnovno delo »Osnove teorije relativnosti« v katerem je želel »dokaj strogo iz logičnega stališča« predstaviti osnove tenzorskega računa, mnogorazsežne geometrije, elektrodinamike, posebnega in splošnega načela relativnosti. Fridman je kot matematik odkrito priznal, da svojih modelov ne more dokazati: »Vse to naj zaenkrat velja kot zanimivost, ki je z nezadostnim astronomskim eksperimentalnim gradivom še ni mogoče zanesljivo podpreti.«:142 Po Foku je v Fridmanovem pristopu k teoriji relativnosti prevladovala stroga matematična pot: »Fridman je večkrat dejal, da je njegovo početje nakazovanje možnih rešitev Einsteinovih enačb in nato naj fiziki počnejo s temi odločitvami kar želijo«.
Leta 1927 je Georges Lemaître neodvisno prišel do podobnih rezultatov kot Fridman in jih objavil v manj znani reviji Annales de la Société Stientifique de Bruxelles. Ni poznal Fridmanovega dela. Einstein mu je na 5. Solvayjevem kongresu v Bruslju povedal za Fridmanovo delo in tudi njegovo delo zavrnil kot fizikalno nesprejemljivo. Hubble je leta 1929 eksperimentalno potrdil nestacionarnost Vesolja z odkritjem odvisnosti rdečega premika galaksij od njihove razdalje. Lemaîtreovo delo so razen Einsteina drugi opazili, še posebej Eddington, in so med letoma 1930 in 1931 njegov članek prevedli v angleščino, ter ga objavili v reviji Monthly Notices of the Royal Astronomical Society. Lemaître je šel še naprej od Fridmana in ugotovil, da splošna teorija relativnosti poleg nestacionarnosti Vesolja nakazuje tudi njegov nastanek. Poznal je proces radioaktivnega razpadanja in razmišljal, da se je v podobnem procesu – prarazpadu v veliko večjem merilu rodilo Vesolje. Začetno stanje je sam imenoval »prvobitni atom« – praatom in je s tem kot prvi podal opis modela prapoka.:145 Pomislil je tudi, da so kozmični žarki, ki jih zaznavajo, morda ostanki takšnega razpada, kar nakazuje tudi neko vrsto prasevanja, vendar bi imelo precej drugačen fizikalni pomen.
Howard Percy Robertson in Arthur Geoffrey Walker sta problem raziskovala naprej v 1930-ih. Leta 1935 sta strogo dokazala, da je metrika FLRW edina na prostor-času, ki je prostorsko homogena in izotropna. To je geometrijski rezultat in ni zvezan posebej z enačbami splošne teorije relativnosti, ki sta jih vedno privzemala Fridman in Lemaître.
Ker sta dinamiko metrike FLRW izpeljala Fridman in Lemaître, znanstveniki zunaj ZDA velikokrat opuščajo imeni Robertsona in Walkerja. Na drugi strani ameriški fiziki velikokrat imenujejo metriko preprosto kar »Robertson–Walker«. Polno ime pa se rabi največkrat. Metrika se velikokrat imenuje Robertson-Walkerjeva, ker sta dokazala njene splošne značilnosti, in jo razlikujejo od Fridman-Lemaîtreovih modelov, posebnih rešitev za {\displaystyle a(t)\,}, ki privzemajo, da so edini prispevki napetostno-energijskemu tenzorju za snov temna snov (»prah«), sevanje in kozmološka konstanta.

## Splošna metrika
Metrika FLRW privzema homogenost in izotropnost prostora. Poleg tega privzema, da so lahko prostorske komponente časovno odvisne. Splošna metrika, za katero ti pogoji veljajo, je:
Napaka pri razčlembi (SVG (MathML lahko omogočite z vtičnikom brskalnika): Neveljavni odziv (»Math extension cannot connect to Restbase.«) strežnika »http://localhost:6011/sl.wikipedia.org/v1/«:): {\displaystyle  - c^{2} {\rm d}\tau^{2} = - c^{2} {\rm d}t^{2} + {a(t)}^{2} {\rm d}\mathbf{\Sigma}^{2} \!\, , }

kjer {\displaystyle \mathbf {\Sigma } \,} zajema trirazsežni prostor s konstantno ukrivljenostjo: eliptični prostor, evklidski prostor ali hiperbolični prostor. Običajno se zapiše kot funkcija treh prostorskih koordinat. Prostorska metrika {\displaystyle {\rm {d}}\mathbf {\Sigma } \,} ni odvisna od t, časovno odvisnost ima le skalirni faktor a(t), ki predstavlja relativno širjenje Vesolja:
{\displaystyle a(t)={\frac {d(t)}{d_{0}}}\!\,,}
kjer je {\displaystyle d(t)\,} prava razdalja dveh teles v poljubnem času {\displaystyle t\,}, {\displaystyle d_{0}\,} pa razdalja v sedanjem času {\displaystyle t_{0}\,}. S skalirnim faktorjem je določen Hubblov zakon:
{\displaystyle {\frac {{\rm {d}}d(t)}{{\rm {d}}t}}={\frac {{\rm {d}}a(t)}{{\rm {d}}t}}{\frac {1}{a(t)}}d(t)=Hd(t)\!\,,}
kjer je {\displaystyle H\,} Hubblov parameter. Skalirni faktor je uvedel Fridman, njegove oznake so tudi {\displaystyle R\,}, {\displaystyle r\,} ali {\displaystyle S\,}.

### Polarne koordinate s skrčenim obsegom
V polarnih koordinatah s skrčenim obsegom {\displaystyle (r,\theta ,\phi )} ima prostorska metrika obliko:
{\displaystyle {\rm {d}}\mathbf {\Sigma } ^{2}={\frac {{\rm {d}}r^{2}}{1-kr^{2}}}+r^{2}{\rm {d}}\mathbf {\Omega } ^{2},\!\,}
pri:
{\displaystyle {\rm {d}}\mathbf {\Omega } ^{2}={\rm {d}}\theta ^{2}+\sin ^{2}\theta \,{\rm {d}}\phi ^{2}\!\,.}
k je konstanta, ki predstavlja ukrivljenost prostora. Obstajata dva obča dogovora o enotah:
- k ima lahko enote dolžine {\displaystyle {\rm {L}}^{-2}}, pri čemer ima r enoto dolžine, a(t) pa je brez enot. k je potem Gaussova ukrivljenost prostora v času, ko je a(t) = 1. r se včasih imenuje skrčeni obseg, ker je enak merjenemu obsegu kroga (za to vrednost r), s središčem v izhodišču, deljenemu z 2π (kot r v Schwarzschildovih koordinatah). Velikokrat se izbere {\displaystyle a(t)=1} in velja za sedanji kozmološki čas, tako da {\displaystyle {\rm {d}}\mathbf {\Sigma } } meri sogibajočo ali pravo razdaljo.
- k lahko zavzame vrednosti {−1,0,+1} (za negativno, ničelno ali pozitivno ukrivljenost). Potem je r brez enot, a(t) pa ima enote dolžine. Ko je k = ±1, je a(t) polmer ukrivljenosti prostora, lahko pa se zapiše tudi R(t).

Slabost polarnih koordinat s skrčenim obsegom je v tem, da pokrivajo le polovico 3-sfere v primeru obsegov pozitivnih ukrivljenosti. V eliptičnem prostoru, ko ima 3-sfera določeni nasprotni točki, tega problema ni.

### Hipersferične koordinate
V hipersferičnih ali ukrivljenostno-normaliziranih koordinatah je koordinata r sorazmerna z radialno razdaljo, kar da:
{\displaystyle {\rm {d}}\mathbf {\Sigma } ^{2}={\rm {d}}r^{2}+S_{k}(r)^{2}\,{\rm {d}}\mathbf {\Omega } ^{2}\!\,,}
kjer je {\displaystyle {\rm {d}}\mathbf {\Omega } } enako kot prej,
{\displaystyle S_{k}(r)={\begin{cases}{\sqrt {k}}^{\,-1}\sin(r{\sqrt {k}}),&k>0\\r,&k=0\\{\sqrt {|k|}}^{\,-1}\sinh(r{\sqrt {|k|}}),&k<0.\end{cases}}}
Enako kot prej je k lahko Gaussova ukrivljenost pri a(t) = 1, ali je brezrazsežna količina iz množice {−1,0,+1}. Pri k = +1 je r dejansko tretji kot vzdolž z θ in φ. Namesto r se lahko rabi tudi črka χ.
Čeprav je S po navadi določena odsekoma, je analitična funkcija od k in r. Lahko se jo zapiše tudi kot potenčno vrsto:
{\displaystyle S_{k}(r)=\sum _{n=0}^{\infty }{\frac {(-1)^{n}k^{n}r^{2n+1}}{(2n+1)!}}=r-{\frac {kr^{3}}{6}}+{\frac {k^{2}r^{5}}{120}}-\cdots }
ali kot:
{\displaystyle S_{k}(r)=r\;\operatorname {sinc} \,(r{\sqrt {k}})\!\,,}
kjer je sinc nenormalizirana funkcija sinc, {\displaystyle {\sqrt {k}}} pa kompleksni kvadratni koren iz k. Te definicije veljajo za vse k.

### Kartezične koordinate
Pri {\displaystyle k=0\,} se lahko zapiše preprosto:
{\displaystyle {\rm {d}}\mathbf {\Sigma } ^{2}={\rm {d}}x^{2}+{\rm {d}}y^{2}+{\rm {d}}z^{2}\!\,.}
To se lahko razširi na k ≠ 0, če se definira:
{\displaystyle x=r\cos \theta \!\,,}
{\displaystyle y=r\sin \theta \cos \phi \!\,} in
{\displaystyle z=r\sin \theta \sin \phi \!\,,}
kjer je r ena od radialnih koordinat definiranih zgoraj, vendar redko.

### Ukrivljenost

#### Kartezične koordinate
V ravnem prostoru FRW ({\displaystyle k=0\,}) so v kartezičnih koordinatah od nič različni elementi Riccijevega tenzorja:
{\displaystyle R_{tt}=-3{\frac {\ddot {a}}{a}},\quad R_{xx}=R_{yy}=R_{zz}=c^{-2}(a{\ddot {a}}+2{\dot {a}}^{2})\!\,,}
Skalarna ukrivljenost (Riccijev skalar) pa je:
{\displaystyle R=6c^{-2}\left({\frac {{\ddot {a}}(t)}{a(t)}}+{\frac {{\dot {a}}^{2}(t)}{a^{2}(t)}}\right)\!\,.}

#### Krogelne koordinate
V splošnejšem prostoru FRW so v krogelnih koordinatah (imenvanih »polarne koordinate s skrčenim obsegom« zgoraj) od nič različni elementi Riccijevega tenzorja:
{\displaystyle R_{tt}=-3{\frac {\ddot {a}}{a}}\!\,,}
{\displaystyle R_{rr}={\frac {c^{-2}(a(t){\ddot {a}}(t)+2{\dot {a}}^{2}(t))+2k}{1-kr^{2}}}\!\,,}
{\displaystyle R_{\theta \theta }=r^{2}(c^{-2}(a(t){\ddot {a}}(t)+2{\dot {a}}^{2}(t))+2k)\!\,,}
{\displaystyle R_{\phi \phi }=r^{2}(c^{-2}(a(t){\ddot {a}}(t)+2{\dot {a}}^{2}(t))+2k)\sin ^{2}(\theta )\!\,}
skalarna ukrivljenost pa je:
{\displaystyle R=6\left({\frac {{\ddot {a}}(t)}{c^{2}a(t)}}+{\frac {{\dot {a}}^{2}(t)}{c^{2}a^{2}(t)}}+{\frac {k}{a^{2}(t)}}\right)\!\,.}